# Wörthersee
Wörthersee (česky Vrbské jezero) je jezero v Rakousku, nachází se západně od města Klagenfurt. Má rozlohu 19,39 km² a je tak největším jezerem ve spolkové zemi Korutany a 5. největším v Rakousku.

## Osídlení
Jezero je propojené s městem Klagenfurt vodním kanálem, po kterém jezdí výletní lodě. Na východním břehu jsou kromě Klagenfurtu významné dva menší přístavy Krumpendorf a Pörtschach. Na západním břehu stojí zámek Velden s přístavem. Jižní břeh jezera je méně osídlen a převážně zalesněn, zatímco severní břeh je více zasažen civilizací.
Na skalnatém poloostrově (bývalém ostrově) vybíhajícím z jižního břehu se nachází městečko Maria Wörth, které je nejstarší křesťanskou osadou v Korutanech (mariánský kostel z 9. století). Nad městečkem se tyčí 100 m vysoká tříposchoďová moderní rozhledna Pyramidenkogel.

## Vodní poměry
Díky podzemním pramenům má voda v jezeře v létě teplotu až 28 °C. V zimě hladina zamrzá.
Vodní plocha dnes slouží především k rekreaci. Vyhlášené je především koupání v relativně teplé a čisté vodě. Provozuje se zde jachting, soukromá i veřejná motorová lodní doprava. V zimě se upravují dráhy pro bruslení na přírodním ledě.